# Список призёров зимних Олимпийских игр 1932
Ниже представлен список всех призёров зимних Олимпийских игр 1932 года, проходивших в американском Лейк-Плэсиде с 4 по 15 февраля 1932 года. Всего в соревнованиях приняли участие 252 спортсмена из 17 национальных олимпийских комитетов (НОК). Было разыграно 14 комплектов наград в 7 видах спорта.
Олимпийская программа оставалась похожей на предыдущие зимние Олимпийские игры за некоторыми исключениями: ни скелетон, ни соревнования военных патрулей не проводились; кёрлинг, который появился на первых зимних Олимпийских играх, в 1932 году был представлен в качестве демонстрационного вида спорта, также как и гонки на собачьих упряжках, и женские соревнования в конькобежном спорте. В Играх принимали участие как мужчины, так и женщины, хотя женщины соревновались только в одиночном и парном фигурном катании. Из-за тёплой погоды соревнования по бобслею среди экипажей четвёрок состоялись через два дня после церемонии закрытия, которая была проведена 13 февраля.
В общей сложности 87 спортсменов завоевали медали. Спортсмены из США завоевали большинство медалей Игр, выиграв 12 медалей, половина из которых были высшей пробы. Спортсмены из Норвегии и Канады в неофициальном медальном зачёте расположились на второй и третьей позиции, завоевав 10 и 7 медалей соответственно. Что касается других НОКов, то только Швеция, Финляндия, Австрия и Германия имели ещё призёров в более чем одной дисциплине. Спортсмены 10 из 17 участвующих НОКов выиграли хотя бы одну медаль; 7 НОКов завоевали как минимум одну золотую медаль.
Соня Хени из Норвегии выиграла вторую золотую медаль в женском одиночном фигурном катании. Олимпийские чемпионы Игр в Лейк-Плэсиде Андре Брюне и Пьер Брюне из Франции завоевали свою третью медаль подряд в парном фигурном катании, ранее выиграв бронзу на зимних Олимпийских играх 1924 года в Шамони и золото на зимней Олимпиаде 1928 года в Санкт-Морице. В мужском одиночном фигурном катании австрийский фигурист Карл Шефер победил трёхкратного олимпийского чемпиона шведа Гиллиса Графстрёма. Американец Эдвард Иган стал первым спортсменом, получившим медали на летних и зимних Олимпийских играх; он выиграл золотую медаль в боксе в полутяжёлом весе на летних Олимпийских играх 1920 года и завоевал золото в бобслее среди экипажей четвёрок в Лейк-Плэсиде. Хотя имеются и другие спортсмены, завоевавшие медали на летних и зимних Олимпийских играх, Иган остаётся единственным человеком, который выиграл на обеих Олимпиадах золото.

## Бобслей
| Дисциплина         | Золото                                                                  | Серебро                                                                         | Бронза                                                                                |
| ------------------ | ----------------------------------------------------------------------- | ------------------------------------------------------------------------------- | ------------------------------------------------------------------------------------- |
| Двойки (мужчины)   | США · США 1 · Хьюберт Стивенс · Кёртис Стивенс                          | Швейцария · Швейцария 2 · Рето Кападрутт · Оскар Гайер                          | США · США 2 · Джон Хитон · Роберт Минтон                                              |
| Четвёрки (мужчины) | США · США 1 · Билли Фиске · Эдвард Иган · Клиффорд Грей · Джей О’Брайан | США · США 2 · Генри Хомбургер · Перси Брайант · Фрэнсис Стивенс · Эдмунд Хортон | Германия · Германия 1 · Ханнс Киллиан · Макс Людвиг · Ганс Мельхорн · Себастьян Хубер |

## Конькобежный спорт
| Дистанция | Золото      | Серебро         | Бронза          |
| --------- | ----------- | --------------- | --------------- |
| 500 м     | Джек Ши     | Бернт Эвенсен   | Александер Хурд |
| 1500 м    | Джек Ши     | Александер Хурд | Уильям Логан    |
| 5000 м    | Ирвинг Яффе | Эдвард Мерфи    | Уильям Логан    |
| 10000 м   | Ирвинг Яффе | Ивар Баллангруд | Франк Стак      |

## Лыжное двоеборье
| Дисциплина       | Золото                        | Серебро             | Бронза                    |
| ---------------- | ----------------------------- | ------------------- | ------------------------- |
| Лыжное двоеборье | Йохан Грёттумсбротен Норвегия | Оле Стенен Норвегия | Ханс Виньяренген Норвегия |

## Лыжные гонки
| Дисциплина | Золото                  | Серебро                   | Бронза                    |
| 18 км      | Свен Уттерстрём Швеция  | Аксель Викстрём Швеция    | Вели Сааринен Финляндия   |
| 50 км      | Вели Сааринен Финляндия | Вяйнё Лиикканен Финляндия | Арне Рустадстуэн Норвегия |

## Прыжки на лыжах с трамплина
| Дисциплина | Золото               | Серебро           | Бронза                 |
| ---------- | -------------------- | ----------------- | ---------------------- |
| К-61       | Биргер Рууд Норвегия | Ханс Бек Норвегия | Коре Вальберг Норвегия |

## Фигурное катание
| Дисциплина                | Золото                             | Серебро                               | Бронза                                 |
| Мужское одиночное катание | Карл Шефер Австрия                 | Йиллис Графстрём Швеция               | Бад Уилсон Канада                      |
| Женское одиночное катание | Соня Хени Норвегия                 | Фрици Бюргер Австрия                  | Мэрибел Винсон США                     |
| Парное катание            | Франция · Андре Брюне · Пьер Брюне | США · Беатрикс Логран · Шервин Бэджер | Венгрия · Эмилия Роттер · Ласло Соллаш |

## Хоккей
| Дисциплина      | Золото | Серебро | Бронза |
| Хоккей с шайбой | КанадаУильям Кокбёрн · Стенли Уагнер · Джордж Гарбатт · Альберт Данкансон · Клиффорд Кроули · Вик Линдквист · Уолтер Монсон · Кеннет Мур · Норм Мэллой · Ромео Риверс · Хью Сазерленд · Хэк Симпсон · Элстон Уайз · Рой Хенкель | СШАФрэнклин Фэррелл · Эдвард Фрэзир · Джон Гэррисон · Осборн Андерсон · Уинтроп Пэлмер · Джон Чейз · Джон Бент · Дуглас Эверетт · Джон Кукмэн · Фрэнсис Нелсон · Гордон Смит · Джозеф Фицджеральд · Роберт Ливингстон · Джэрард Хэллок | ГерманияВальтер Ляйнвебер · Альфред Хайнрих · Эрих Ремер · Рудольф Балль · Альфред Хайнрих · Густав Янекке · Георг Штробль · Вернер Корфф · Мартин Шреттле · Маркварт Шлефогт · Эрих Херкер |

## Лидеры по медалям
На зимних Олимпийских играх 1932 года в Лейк-Плэсиде 5 спортсменам удалось завоевать более одной медали. Лидерами по количеству медалей высшей пробы стали американские конькобежцы Ирвинг Яффе и Джек Ши. Оба спортсмена завоевали по две золотые медали.
В таблице ниже представлены спортсмены, завоевавшие более одной медали.
| Спортсмен       | Страна    | Дисциплина         | Золото | Серебро | Бронза | Всего |
| --------------- | --------- | ------------------ | ------ | ------- | ------ | ----- |
| Ирвинг Яффе     | США       | Конькобежный спорт | 2      | 0       | 0      | 2     |
| Джек Ши         | США       | Конькобежный спорт | 2      | 0       | 0      | 2     |
| Вели Сааринен   | Финляндия | Лыжные гонки       | 1      | 0       | 1      | 2     |
| Александер Хурд | Канада    | Конькобежный спорт | 0      | 1       | 1      | 2     |
| Уильям Логан    | Канада    | Конькобежный спорт | 0      | 0       | 2      | 2     |